# NGC 4040
NGC 4040 (również PGC 37993 lub UGC 7013) – galaktyka eliptyczna (E), znajdująca się w gwiazdozbiorze Warkocza Bereniki. Odkrył ją Lewis A. Swift 30 marca 1887 roku. Jest to galaktyka z aktywnym jądrem typu LINER.